# Bouneschlupp
La Bouneschlupp és una sopa tradicional de Luxemburg feta a base de fesols, patata, cansalada i ceba. Les receptes poden variar molt segons la regió, en alguns llocs s'hi sol afegir la mettwurst, una salsitxa típica de la zona.
Aquesta sopa també es pot trobar a les cuines de Saarland, Alemanya; Gaume i Arelerland, Bèlgica i a Lorena, França